# VLA-2
VLA-2 (англ. Very Late Antigen-2; интегрин α2β1) — мембранный белок, гетеродимерный интегрин подсемейства β1-интегринов (рецепторы VLA), состоящий из альфа цепи α2 (CD49b) и бета цепи β1 (CD29). VLA-2 является рецептором коллагена, играет важную роль в клеточной миграции.

## Функции
VLA-2 входит в группу коллаген-связывающих интегринов вместе с α1β1, α10β1 и α11β1. Основным лигандом VLA-2 является коллаген, но этот интегрин также связывается со многими другими белками внеклеточного матрикса, включая ламиниы, декорин, E-кадгерин, матричную металлопротеиназу-1 (MMP-1), эндорепеллин, а также служит рецептором для нескольких вирусов. Экспрессирован на многих типах клеток, включая эпителиальные и эндотелиальные клетки, фибробласты и ряд гематопоэтических клеток (тромбоциты, определённые подтипы лейкоцитов). Играет важную роль в клеточной миграции, заживлении ран и иммунном ответе. Тромбоцитарный интегрин α2β1, так же как гликопротеин VI, является одним из основных рецепторов, которые обеспечивают прикрепление тромбоцитов к коллагену в месте повреждения сосуда.

## Ингибирование змеиными ядами
Некоторые змеиные яды группы змеиных лектинов C-типа (англ. snaclecs) блокируют интегрин α2β1. Яд родоцетин гладкого щитомордника (Calloselasma rhodostoma) связывается с I-доменом альфа-цепи интегрина, расположенного рядом с коллаген-связывающим участком.  
Яд EMS16 песчаной эфы (Echis carinatus) и VP12 палестинской гадюки (Vipera palaestinae) также специфически связываются с α2β1. VP12 оказывает противометастазирующий эффект на клетки меланомы.